# Der Herr der Ringe Rollenspiel
Der Herr der Ringe Rollenspiel ist die deutschsprachige Version eines Fantasy-Pen-&-Paper-Rollenspiels des US-amerikanischen Verlags Decipher, das auf dem verlagseigenen universellen Regelsystem „CODA“ beruht. Grundlage für die Spielwelt ist die von dem britischen Schriftsteller J. R. R. Tolkien um dessen genreprägenden Fantasy-Roman Der Herr der Ringe geschaffene High-Fantasy-Welt von „Mittelerde“, an die die CODA-Regeln angepasst wurden.
Nachdem das Rollenspiel unter dem Titel The Lord of the Rings Roleplaying Game im Jahr 2002 zuerst in englischer Sprache veröffentlicht worden war, erschien es 2003 in Deutschland bei Pegasus Spiele. Die englische Version wurde 2002 als „bestes Rollenspiel“ mit dem Origins Award ausgezeichnet.

## Geschichte

### Lizenz
Die Rechte für Tolkiens Werke Der Herr der Ringe und Der Hobbit liegen bei dem US-amerikanischen Unternehmen Tolkien Enterprises, das Anfang der 1980er-Jahre eine Lizenz für Spiele an den US-amerikanischen Spieleverlag Iron Crown Enterprises (ICE) vergab. ICE veröffentlichte ab 1982 mehrere Spiele nach Tolkien-Motiven, darunter das Mittelerde-Rollenspiel (MERS, 1984) und als dessen vereinfachte Version das Lord of the Rings Adventure Game (1991). Die Lizenz erstreckte sich jedoch ausdrücklich nicht auf Tolkiens bekannteste Werke, so dass die Spielwelt von MERS zeitlich rund 1500 Jahre vor dem in Der Herr der Ringe beschriebenen Geschehen angelegt wurde. Die Lizenz wurde dann 1997 vom Rechteinhaber Tolkien Enterprises nicht mehr verlängert, sondern anlässlich der Produktion der Herr-der-Ringe-Filmtrilogie modifiziert und neu zur Vergabe ausgeschrieben. Zunächst entwickelte Wizards of the Coast ein Rollenspiel für diese Lizenz, stieg jedoch vor dessen geplanter Veröffentlichung 2001 aus den Lizenzverhandlungen aus.
Der anfangs auf Sammelkartenspiele spezialisierte Verlag Decipher erwarb 2001 eine Lizenz am Mittelerde-Hintergrund und an der Herr-der-Ringe-Filmtrilogie für ein Sammelkartenspiel. Nachdem Decipher seine erfolgreichste Lizenz für Star-Wars-Kartenspiele nicht hatte weiterführen können, nahm der Verlag zusätzlich zu seinen erfolgreichen Medien-Franchise-Kartenspielen zu Star Trek und zu Der Herr der Ringe ab 2002 auch Rollenspiel-Produkte in sein Programm auf. Dafür erweiterte Decipher 2002 seine Herr-der-Ringe-Lizenz von Tolkien Enterprises auf den Rollenspiele-Bereich.

### Veröffentlichung
Der Lizenznehmer Decipher veröffentlichte 2002 die englischsprachige Originalversion seines Herr-der-Ringe-Rollenspiels unter dem Titel The Lord of the Rings Roleplaying Game. In Deutschland erschien das Spiel dann 2003 bei Pegasus Spiele als Übertragung ins Deutsche unter dem Titel Der Herr der Ringe Rollenspiel. Als Abkürzungen haben sich LotR RPG für das englische Original und HdR RSP für die deutsche Übersetzung eingebürgert.

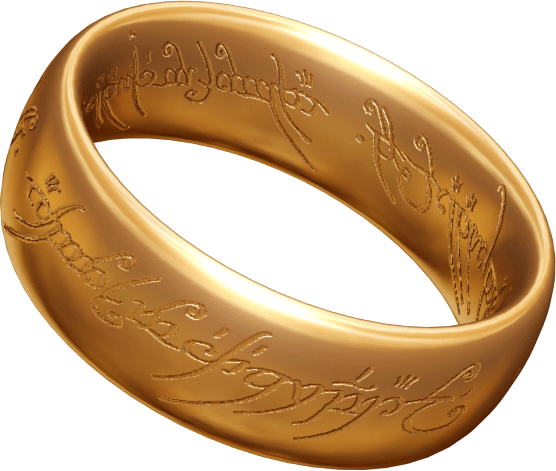
Der „Allmacht bewirkende“ Eine Ring ist das bekannteste Symbol für Der Herr der Ringe.

Der Veröffentlichung des Grundregelbuchs (Core Book) im Sommer 2002 ging die Publikation einer Einsteiger-Box voraus: Um Fans des im Dezember 2001 erschienenen Fantasyfilms Der Herr der Ringe: Die Gefährten als Käufer zu gewinnen, brachte Decipher im Februar 2002 unter dem Titel The Lord of the Rings Roleplaying Adventure Game eine Box mit vereinfachten Regeln und dem kurzen Rollenspielabenteuer Durch die Minen Morias auf den Markt.

„Wir haben die jungen Menschen im Auge, die gerade aus dem Kino gekommen sind und nun nach einer Möglichkeit suchen, einige der spannenden Abenteuer, die sie in Der Herr der Ringe – Die Gefährten gesehen haben, nun selbst zu erleben.“

Das Konzept einer wenige Seiten umfassenden Kurzspielanweisung mit einem Anfänger-Abenteuer-Heft und anderem Zubehör wurde kurz vor Erscheinen des zweiten Films Die zwei Türme als The Two Towers. The Lord of the Rings Roleplaying Adventure Game fortgesetzt.
Die auf 2004 nach Erscheinen des dritten Films Die Rückkehr des Königs verschobene Einsteiger-Box unter dem Titel The Return of the King. The Lord of the Rings Roleplaying Adventure Game wurde letztlich nicht mehr veröffentlicht. Bei den nach dem Grundregelbuch erschienenen Materialien orientierte sich Decipher an den Filmpublikationen und der Romanvorlage. Die (englischsprachigen) Quellenbücher mit Spielwelt-Beschreibungen erschienen als Hardcover und mit zahlreichen, teilweise ganzseitigen Fotos aus den Filmen. Sie waren, wie schon das Grundregelwerk, mit vielen Zitaten aus dem Roman versehen.
Die Gefährten, das deutsche Quellenbuch zum ersten Teil der Filmtrilogie, enthält jeweils eine Zusammenfassung über die Handlung von Buch und Film und eine Auflistung ihrer Unterschiede. Neben den Filmcharakteren werden auch im Film nicht vorkommende Figuren wie Tom Bombadil vorgestellt. Dieses Verfahren lag auch dem zweiten in deutscher Sprache erschienenen Quellenbuch Wilde Bestien und wundersame Magie zugrunde, in dem neben den in den Filmen gezeigten Monstern auch Grabunholde und Drachen vorgestellt und durch Zeichnungen statt Szenenfotos repräsentiert wurden.

### Auszeichnungen
Die englischsprachige Version The Lord of the Rings Roleplaying Game und das von Steven S. Long geleitete Entwickler-Team wurden mit dem Origins Award 2002 für das beste Rollenspiel ausgezeichnet. Beim Deutschen Rollenspiele Preis 2003 wurde das Der Herr der Ringe Rollenspiel hingegen als eines der „Unbeliebtesten Rollenspiel-Produkte“ bewertet und an dritter Stelle dieser Kategorie platziert.

### Einstellung des Vertriebs
Zahlreiche Kritiken fielen grundsätzlich positiv aus, wobei Ausstattung und Grafik oft gelobt, allerdings auch häufig hohe Preise bemängelt wurden. Die Quellenbände wurden sogar als Übersichten über die Hintergründe von Der Herr der Ringe an Tolkien-Fans empfohlen, die nicht das zugehörige Rollenspiel spielen wollten. Dennoch erfüllten die Verkaufszahlen nicht die Erwartungen des Verlages und blieben hinter dem Absatz des Der Herr der Ringe Sammelkartenspiels zurück. Schätzungen liegen bei etwa 1000–2500 verkauften Regelwerken in Deutschland, womit das Rollenspiel nicht an die Marktführer im Rollenspielbereich mit über 20.000 verkauften Regelwerken heranreicht.
Nachdem Decipher ab 2004 kaum noch Material veröffentlichte, stellte Pegasus Spiele daraufhin Anfang 2005 die deutsche Übersetzung ein. Obwohl im Mai 2005 noch eine Wiederaufnahme der Publikationstätigkeit in rund achtwöchigem Rhythmus angekündigt wurde, änderte Decipher nach dem Quellenbuch Helm’s Deep im Juni 2005 seine Veröffentlichungspraxis und beschränkte sich auf den Vertrieb der bereits in einer druckreifen Form mit aufwändigem Layout vorliegenden Quellenbände in Form von E-Books im PDF-Format. Neben Rollenspielabenteuern erschienen die Beschreibung des Schauplatzes Isengard und die Magie-Erweiterung Paths of the Wise 2005 als kostenpflichtige Downloads, weitere geplante E-Books, etwa über Barbarians & Warriors, wurden hingegen nicht mehr veröffentlicht.
Mit einem Aprilscherz demonstrierte Pegasus Spiele 2006, als die Publikationstätigkeit von Decipher bereits eingestellt war, dass sie an die Existenz einer Fangemeinde glaubten, die sich über die Fortführung des Rollenspiels freuen würde. Pegasus kündigte an, sich selbst der Weiterentwicklung des Der Herr der Ringe Rollenspiel annehmen zu wollen. Man beabsichtige die Fortsetzung der Übersetzungen und sogar die Entwicklung eigener Quellenbände – etwa über Minas Tirith, Mordor und Das vierte Zeitalter –, nachdem man die Lizenz von Decipher übernommen hätte. Das Dementi folgte umgehend: „Die Rückkehr des Königs? Da lacht ja der Gollum!“
Schließlich teilte Decipher 2007 offiziell mit, dass der Verlag seine Rollenspiel-Abteilung schließen werde. Die Lizenz bei Tolkien Enterprises werde nicht erneuert und das Der Herr der Ringe Rollenspiel damit ebenso eingestellt wie Deciphers Star Trek Roleplaying Game, das parallel bearbeitet worden war. Das inoffizielle Herr-der-Ringe-Rollenspiel-Fan-Webzine The Hall of Fire publiziert hingegen in über 60 Ausgaben seit Herbst 2004 weiteres Material zum Spiel, darunter kurze Rollenspielabenteuer, Beschreibungen von Figuren, Kreaturen und Artefakte sowie optionale Regelerweiterungen.

## Regelsystem

### Spielmechanik
| Schwierigkeitsgrad | Wert |
| ------------------ | ---- |
| Leicht             | 5    |
| Standard           | 10   |
| Herausfordernd     | 15   |
| Schwierig          | 20   |
| Fast unmöglich     | 25   |

Als einziger „Zufallsgenerator“ im Der Herr der Ringe Rollenspiel dienen Würfelwürfe mit „2D6“

Das Der Herr der Ringe Rollenspiel verwendet das Decipher-Regelsystem „CODA“ und passt es auf den tolkienschen Fantasy-Hintergrund an. Die verlagseigene Entwicklung, die auch Grundlage des Star Trek Roleplaying Game war, weist deutliche Ähnlichkeiten zum d20-System auf, auf dem Dungeons & Dragons basiert: Um den Erfolg einer Aktion der Spielfigur zu überprüfen, addiert der Spieler verschiedene Modifikatoren (für die Fähigkeiten der handelnden Figur und die Rahmenbedingungen) zum Ergebnis eines Würfelwurfs (als Zufallselement) und vergleicht das Ergebnis mit einem Zielwert (“Target Number”), der den Schwierigkeitsgrad der versuchten Aktion angibt. Hat er mit Modifikatoren und Würfelwurf den Zielwert erreicht oder überboten, war der Versuch erfolgreich.
Im Unterschied zum D20-System gilt: Je größer die Differenz zwischen Zielwert und Ergebnis ist, desto eindrucksvoller sind die Auswirkungen von Erfolgen (wenn das Ergebnis größer als der Zielwert ist) sowie Misserfolgen (wenn der Zielwert größer als das Ergebnis ist). Die markanteste Abweichung ist jedoch die Verwendung zweier sechsseitiger Spielwürfel („2D6“, D für englisch dice) statt eines zwanzigseitigen Würfels („D20“). Die spezifische Wahrscheinlichkeitsverteilung hat deutliche Auswirkungen auf die Spielmechanik: Extreme Würfelergebnisse („2“ und „12“) sind seltener als im D20-System, so dass außerordentliche Erfolge und Fehlschläge seltener auftreten als mittlere Ergebnisse. Die Standardschwierigkeit „10“ etwa ist mit einem mittleren Würfelergebnis von „7“ bei einem angenommenen Modifikator von „+3“ deutlich häufiger als in der Hälfte aller Fälle zu erreichen, nämlich mit einer Wahrscheinlichkeit von 58,33 %.
Die zeitliche Struktur des Rollenspiels teilt das Grundregelbuch ein in Aktionsrunden, Szenen, Kapitel und Chroniken. Die Aktionsrunden, die besonders bei der Darstellung von Kämpfen zum Einsatz kommen, umfassen je rund sechs Sekunden. Viele Kampfaktionen sind so konzipiert, dass eine Figur je Aktionsrunde zwei davon ausführen kann, wobei die Reihenfolge, in der die Figuren handeln dürfen, durch Würfelwürfe und Modifikatoren für einen Initiative-Wert vor jedem Kampf neu festgelegt wird. Andere Handlungen sind „frei“, so dass die Spielfiguren auch während anderer Kampfaktionen etwas rufen oder sich umsehen können, wieder andere benötigen zumindest eine volle Aktionsrunde, oder sogar längere Zeitabschnitte.
Unabhängig von messbaren Zeitintervallen sind Szenen, Kapitel und Chroniken erzählerische Einheiten, die aufeinander aufbauen: In einer Szene verfolgen die Figuren ein spezifisches (Teil-)Ziel; mehrere Szenen ergeben – zusammen mit Zwischenspielen, die von Szene zu Szene überleiten können – ein Kapitel, in etwa die Entsprechung eines Rollenspielabenteuers. Setzt der Spielleiter mehrere Kapitel zu einer Chronik zusammen, so ergibt sich daraus eine Kampagne, die in Der Herr der Ringe Rollenspiel mit dem Umfang der Romanhandlung von Der Herr der Ringe verglichen wird.

### Figuren
| Elben                  | Hobbits                | Menschen                                                    | Zwerge           |
| ---------------------- | ---------------------- | ----------------------------------------------------------- | ---------------- |
| Noldor (Gelehrte)      | Falbhäute (Fallohides) | Dúnedain (Menschen des Westens)                             | nicht unterteilt |
| Sindar (Grauelben)     | Harfüße (Harfoots)     | Mittlere Menschen (Rohirrim, die meisten Gondorianer u. a.) | nicht unterteilt |
| Waldelben (Tawarwaith) | Starren (Stoors)       | Wilde Menschen (Drúedain und Lossoth)                       | nicht unterteilt |
|                        |                        | Menschen der Dunkelheit (Ostlinge, Haradrim und Variags)    | nicht unterteilt |

| Berufungen (Orders)    | Auserwählte Berufungen (Elite Orders) |
| ---------------------- | ------------------------------------- |
| Adliger (Noble)        | Anführer (Captain)                    |
| Barbar (Barbarian)     | Bogenschütze (Archer)                 |
| Gelehrter (Loremaster) | Ritter (Knight)                       |
| Handwerker (Craftsman) | Spion (Spy)                           |
| Krieger (Warrior)      | Waldläufer (Ranger)                   |
| Magier (Magician)      | Zauberer (Wizard)                     |
| Sänger (Minstrel)      | Drachentöter (Dragonslayer)           |
| Seefahrer (Mariner)    | Erd-Seher (Earth-reader)              |
| Spitzbube (Rogue)      |                                       |
| Bergmann (Miner)       |                                       |

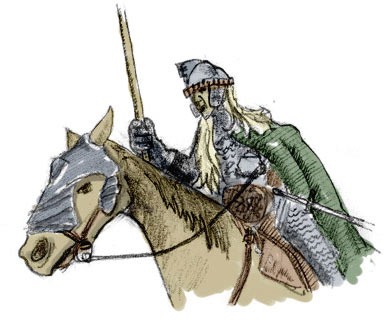
Ein Reiter von Rohan ist eine Kombination des Volks Mittlere Menschen mit der Berufung Krieger

Die Figuren, die von den Spielern dargestellt werden (Spielercharaktere, SC), und viele von denen, die der Spielleiter verkörpert (Nicht-Spieler-Charaktere, NSC), gehören den freien Völkern Mittelerdes an: Elben, Hobbits, Menschen und Zwerge, jeweils mit verschiedenen Untergruppen (siehe Tabelle rechts).
Außerdem wird jeder Spielercharakter bestimmt durch die Wahl einer Berufung als Charakterklasse (siehe Tabelle rechts). Ihre Berufungen können die SC im Laufe des Spiels wechseln, erst später können sie zusätzlich Auserwählte Berufungen erlangen (siehe Tabelle rechts).
Neben diesen Grundentscheidungen wird jede Figur beschrieben durch Zahlenwerte in den sechs Attributen Auftreten, Geisteskraft, Geschicklichkeit, Lebenskraft, Stärke und Wahrnehmung, in den vier davon abgeleiteten Reaktionen Ausdauer, Gewandtheit, Willenskraft und Weisheit, sowie in Werten für Verteidigung, Gesundheit, Mut, Ruhm und Statur.
Die meisten dieser Werte, die jeder SC besitzt, wirken sich als Modifikatoren auf Würfelwürfe aus. Besonders die Attribute, die anfangs meist Werte zwischen 2 und 12 annehmen, haben Einfluss auf die weiteren Fertigkeiten, die eine Figur beherrscht, indem für überdurchschnittliche Attribute Boni, für unterdurchschnittliche Mali für die korrespondierenden Fertigkeitswerte berücksichtigt werden.
Außerdem werden Fertigkeitsränge durch Volk und Berufung, durch Vorgeschichte und Ausbildung der SC beeinflusst, sie können im weiteren Spiel bis zu einem Wert von 12 angehoben werden, um Erfahrung und Training einer Figur in einem speziellen Gebiet auszudrücken.
Wie zu Beginn des Spiels können Fertigkeitsränge und andere Spielwerte auch später nach Aufstiegen in einem Kaufsystem verbessert werden, wobei jeder möglichen Verbesserung entsprechende Kosten zugeordnet sind. Vor- und Nachteile sowie spezifische Volks- und Berufungsfähigkeiten modifizieren die Spielwerte weiter oder sind lediglich auf die erzählerischen Möglichkeiten ausgerichtet. Auch die genannten spezifischen Fähigkeiten können mit zunehmender Erfahrung einer Figur verbessert oder erweitert werden.

### Kampf
Angriffe beruhen auf Fertigkeiten in bestimmten Waffengattungen. Die Addition von Fertigkeitswert, Modifikatoren für die Geschicklichkeit der Figur und andere Umstände, sowie eines Würfelergebnisses („2D6“) zeigt die Qualität eines Angriffs an.
Der Zielwert, der mit dem Angriffswert erreicht oder überboten werden muss, um den Gegner zu treffen, ergibt sich aus einer Basis-Schwierigkeit von 10 und verschiedenen Modifikatoren, im Nahkampf etwa der Gewandtheit des Gegners, im Fernkampf unter anderem der Entfernung zum Ziel. Der Angegriffene kann den Zielwert des Angriffs zu erhöhen versuchen, indem er Verteidigungsmanöver wie „Abwehr“ oder „Ausweichen“ unternimmt.
Trifft ein Angriff sein Ziel, so erleidet dieses Schaden. Die verwendete Waffe hat meist entscheidenden Einfluss auf die Schadenshöhe, da sie die Anzahl und Modifikatoren für entsprechende Würfelwürfe anzeigt. Der angerichtete Schaden wird umso stärker vergrößert, je deutlicher der Angreifer den Zielwert überschritten hat. Die vom Verteidiger getragene Rüstung reduziert den Schaden. Der restliche Schaden wird von der Gesundheit des Angegriffenen abgezogen, wodurch dieser Verwundungen davonträgt und Erschwernisse für künftige Würfelwürfe hinnehmen muss. Wie viel Schaden ein SC hinnehmen kann, bevor er stirbt, hängt besonders von seinem Attributswert für Lebenskraft zu Beginn des Spiels ab.

### Magie
Der mythische Charakter von Tolkiens Welt und die darauf beruhende Rolle der Magie in dieser Spielwelt stellen das Der Herr der Ringe Rollenspiel wie seine Vorläufer vor besondere Anforderungen. Magie, die in Mittelerde allgegenwärtig ist, steht fast immer in Beziehung zur mythischen Vorgeschichte von Tolkiens Welt. Besondere Handwerkskunst, Flüche und Prophezeiungen sind magisch, aber nicht an spezifische Charakterklassen gebunden.
Die Magier und Zauberer hingegen können Zaubersprüche anwenden. Dabei wurde das Problem der übermächtigen Istari wie Gandalf und Saruman, die das Gleichgewicht und Ergänzungsverhältnis zwischen den Mitspielern zunichtemachen könnten und daher als SC in Rollenspielen Schwierigkeiten bereiten, gelöst, indem der Begriff „Zauberer“, mit dem in Tolkiens Werken die Istari bezeichnet werden, von der Auserwählten Berufung des Zauberers unterschieden wird. Die Istari als Gesandte der göttlichen Valar sind NSC. Von Spielern dargestellte Zauberer sind erfahrene Magier, die von einem oder mehreren der Istari unterwiesen wurden.
Die magischen Fähigkeiten der zauberkundigen SC sind auf nützliche und unterstützende Magie ausgerichtet. Bösartiges und zerstörerisches Hexenwerk ist den Dienern Saurons, also NSC, vorbehalten. Diese erzählerische Beschränkung, die lediglich heilende, schützende und dem Licht verbundene Magie in die Hände der Spieler legt, orientiert die Charakterklassen der Magier und Zauberer als Berater und Helfer ihrer Begleiter am Vorbild Gandalfs in der Gemeinschaft des Rings.
Damit ging das Der Herr der Ringe Rollenspiel auf eine häufig geübte Kritik an MERS ein, in dem SCs noch mächtige Kampfmagie hatten einsetzen können. Steven S. Long äußerte sich im Jahr vor der Veröffentlichung zu den Fähigkeiten von Zauberkundigen:

“Magicians and wizards are not going to be tossing fireballs around, flying through the air, teleporting, or anything like that. That sort of thing simply isn’t appropriate for LOTR; it violates the conventions of the setting and the ’feel‘ of Tolkien’s works.”

„Magier und Zauberer werden nicht mit Feuerbällen um sich werfen, fliegen, sich teleportieren oder ähnliches. So etwas ist einfach nicht angemessen für Der Herr der Ringe; es verletzt die Konventionen des Hintergrundes und die Stimmung der Werke Tolkiens.“

## Spielwelt
Die Spielwelt des Der Herr der Ringe Rollenspiels ist Teil der von Tolkien entworfenen Fantasiewelt „Arda“. Prinzipiell ist das CODA-Regelsystem so offen gestaltet, dass fast jeder Ort auf Arda und jedes der von Tolkien entworfenen Zeitalter Schauplatz von Abenteuern im Der Herr der Ringe Rollenspiel sein könnte. Allerdings beruht das von Decipher entwickelte Rollenspiel insbesondere auf den Inhalten des Romans und der Filmtrilogie Der Herr der Ringe, daneben auf Der Hobbit. Dass wegen fehlender Lizenzrechte – etwa für Das Silmarillion – auf andere Werke Tolkiens nicht derart intensiv zurückgegriffen wurde, führt zu einer Einschränkung der Schauplätze.
Zeitlich konzentrierten sich die Decipher-Veröffentlichungen auf das „Dritte Zeitalter der Sonne“, und zwar insbesondere auf die Jahre 2941–3018, also die Zeit zwischen Saurons Rückkehr nach Mordor und dem Beginn des Ringkriegs. Dieser Zeitabschnitt liegt zwischen den in den Romanen Der kleine Hobbit und Der Herr der Ringe beschriebenen Ereignissen und ist daher sowohl hinreichend gut bekannt, als auch hinreichend wenig beschrieben. Da die zentralen Geschehnisse dieser Zeit des Aufstiegs der Dunkelheit und wachsenden Bedrohung durch Sauron von Tolkien nicht so ausführlich geschildert wurden, bleibt genug Freiraum für die Entwicklung von Geschichten für ein Pen-&-Paper-Rollenspiel.
Quellenbände zum Spiel während des Ringkriegs, zu Beginn des Vierten Zeitalters oder zu anderen Zeiten waren zwar im Gespräch, wurden jedoch nicht realisiert – wenn man von den Quellenbüchern zu den während des Ringkriegs spielenden ersten Bänden des Romans, Die Gefährten und Die Zwei Türme, absieht.
Räumlich konzentrierte sich Tolkien selbst in den genannten Romanen auf das Geschehen auf dem Kontinent Mittelerde, genauer auf dessen nordwestliche Regionen Eriador, Rhovanion, Rohan, Gondor und Mordor (→ Regionen und Orte in Tolkiens Welt). Diese bilden auch die Haupt-Handlungsorte der Rollenspielabenteuer und der veröffentlichten Hintergrundmaterialien.

## Publikationen
Namen von Autoren, Herausgebern und Redakteuren werden – sofern verfügbar – in Klammern nach der ISBN genannt. Dabei ist zu berücksichtigen, dass an derartigen Rollenspiel-Publikationen stets eine größere Anzahl Kreativer beteiligt ist, die nicht immer angegeben werden. Die deutschen Übersetzungen wurden vor allem von den Rollenspiel-Autoren und -Übersetzern Rainer Nagel und Heinrich Glumpler verantwortet.

### Deutschsprachig
- Der Herr der Ringe Rollenspiel. Grundregelbuch. Pegasus Spiele, Friedberg 2003, ISBN 978-3-930635-97-9 (Steven S. Long, John Rateliff, Christian Moore, Matt Forbeck).
- Der Herr der Ringe Rollenspiel. Die Gefährten. Pegasus Spiele, Friedberg 2003, ISBN 3-930635-97-6 (Matt Forbeck u. a.).
- Der Herr der Ringe Rollenspiel. Wilde Bestien und wundersame Magie. Pegasus Spiele, Friedberg 2003, ISBN 3-930635-99-2 (Scott Bennie, Mike Mearls, Steve Miller u. a.).
- Der Herr der Ringe Rollenspiel. Sichtschirm für die Erzählerin. Pegasus Spiele, Friedberg 2003, ISBN 3-930635-92-5 (Steven S. Long).
- Landkarten von Mittelerde. Pegasus Spiele, Friedberg 2003, ISBN 3-930635-82-8 (Daniel Reeve, John Rateliff).
- Landkarten von Mittelerde: Städte und Festungen. Pegasus Spiele, Friedberg 2004, ISBN 3-930635-93-3 (Daniel Reeve, Joe Mandala).

### Englischsprachig
- The Lord of the Rings Roleplaying Game. Core Book. Decipher, Norfolk 2002, ISBN 1-58236-951-8 (Steven S. Long, John Rateliff, Christian Moore, Matt Forbeck).
- The Lord of the Rings Roleplaying Game. The Fellowship of the Ring. Decipher, Norfolk 2003, ISBN 1-58236-955-0 (Matt Forbeck u. a.).
- The Lord of the Rings Roleplaying Game. The Two Towers. Decipher, Norfolk 2003, ISBN 1-58236-959-3 (Scott Bennie, Matt Forbeck).
- The Lord of the Rings Roleplaying Game. Moria. Decipher, Norfolk 2003, ISBN 1-58236-958-5.
- The Lord of the Rings Roleplaying Game. Fell Beasts and Wondrous Magic. Decipher, Norfolk 2003, ISBN 1-58236-956-9 (Scott Bennie, Mike Mearls, Steve Miller u. a.).
- The Lord of the Rings Roleplaying Game. Helm’s Deep. Decipher, Norfolk 2005, ISBN 1-58236-961-5.
- The Lord of the Rings Roleplaying Game. Narrator’s Screen. Decipher, Norfolk 2002, ISBN 1-58236-953-4 (Steven S. Long).
- The Lord of the Rings Roleplaying Game. Hero’s Journal. Decipher, Norfolk 2003, ISBN 1-58236-954-2.
- Maps of Middle-earth. Decipher, Norfolk 2002, ISBN 1-58236-960-7 (Daniel Reeve, John Rateliff).
- Maps of Middle-earth: Cities and Strongholds. Decipher, Norfolk 2003, ISBN 1-58236-967-4 (Daniel Reeve, Joe Mandala).

Nur als kostenpflichtige PDF-Downloads veröffentlichte Decipher die beiden letzten Quellenbücher der Reihe:
- The Lord of the Rings Roleplaying Game. Isengard. Decipher, Norfolk 2005, ISBN 1-58236-963-1 (Scott Bennie, Jason Durall, Sam Johnson u. a.).
- The Lord of the Rings Roleplaying Game. Paths of the Wise. The Guide to Magicians and Loremasters. Decipher, Norfolk 2005, ISBN 1-58236-964-X (Douglas Sun u. a.).

Rollenspielabenteuer erschienen als Bestandteil einiger der oben genannten Produkte, außerdem wurden folgende Abenteuer auf der Homepage von Decipher zum kostenlosen Download angeboten:
- The Road to Henneth Annûn (Douglas Sun).[29]
- The Relics of the Dead (Kevin Madison).
- The Lord of Daylight (Greg Saunders).
- The Shadow Over Dale (Jim Johnson).
- The Ruins of Annúminas (Scott Metzger).